# Inmigración uruguaya en Paraguay
La inmigración uruguaya al Paraguay se inicia en las primeras décadas del siglo XIX, cuando la Banda Oriental aún no había alcanzado su independencia. 
Tras la sucesión de derrotas en la violenta guerra que emprendió contra los portugueses, además de la pérdida de prácticamente todos sus hombres y habiendo sido traicionado por sus aliados; el caudillo José Gervasio Artigas finalmente optó por internarse en territorio paraguayo el 5 de septiembre de 1820, dando término en forma definitiva a su actuación política y militar en el Río de la Plata.
Lo acompañaban doscientos hombres, mayormente de raza negra, de los cuales solo ochenta cruzaron el río Paraná, manteniendo el general una promesa de regreso a los que allí quedaban.
Ya en territorio paraguayo, el dictador Gaspar Rodríguez de Francia lo tuvo recluso algún tiempo en el Convento de la Merced, sin permitirle comunicación con nadie. Posteriormente habría de confinarlo a la lejana Villa de San Isidro Labrador de Curuguaty, donde vivió cultivando la tierra.
Con la presencia de Artigas en Paraguay, Francia instituyó por primera vez en América la figura del asilo político.

## Historia

### Los libertos de Artigas

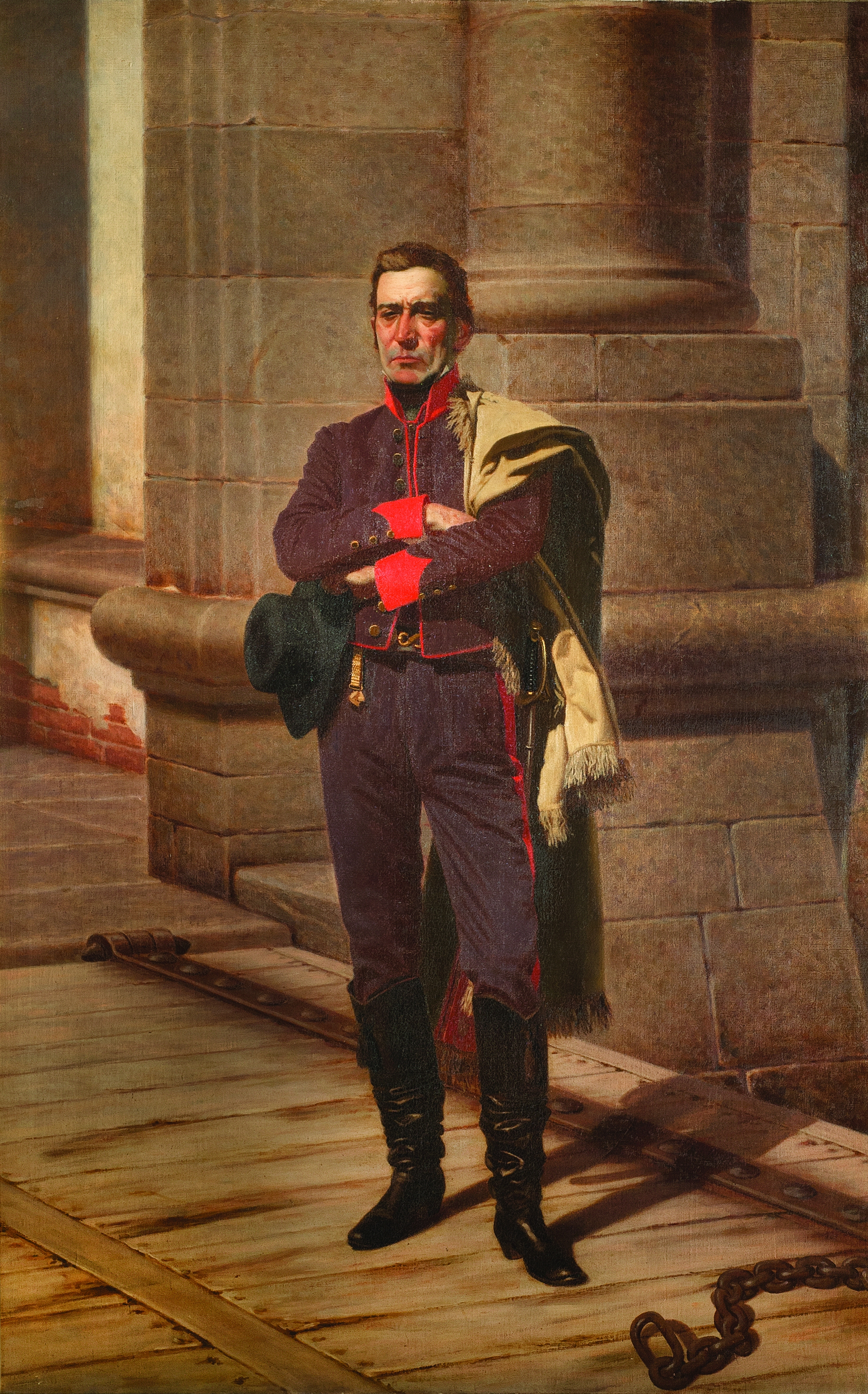
José Gervasio Artigas Arnal (1764-1850)

La comunidad Kambá Kua, también conocida con el nombre de barrio Loma Campamento, está situada en el municipio de Fernando de la Mora, a 24 kilómetros del centro de Asunción,.
La mayoría de las 300 familias residentes descienden de los esclavos y negros libres al servicio del general José Gervasio Artigas durante la lucha de Uruguay por su independencia de España. En el decenio de 1820, estas tropas leales y algunos familiares siguieron a Artigas al exilio en Paraguay, donde el gobierno del dictador Francia les dio semillas, animales y 100 hectáreas de tierras aptas para el cultivo, ocupación a la que se dedicaron ellos y sus descendientes por más de un siglo.
Su nombre, inicialmente despectivo, proviene del guaraní y la traducción sería “cueva de negros”.
Los fundadores de la comunidad fueron un regimiento de 250 lanceros, hombres y mujeres que acompañaron al caudillo uruguayo José Gervasio Artigas en su exilio al Paraguay en 1820. El entonces gobernador del país, Gaspar Rodríguez de Francia, le dio refugio pero cuidó que no conservara ninguna influencia política ni mantuviera correspondencia con nadie fuera del Paraguay. Su único acompañante durante el resto de su vida fue el Negro Ansina. Separó a Artigas de sus soldados y les otorgó a estos últimos terrenos productivos en las proximidades de la ciudad de Asunción, mientras que a José Artigas se le dio una granja en la distante Curuguaty. 
La tierra fue distribuida de forma equitativa y a cada familia se le otorgó una vaca, una yunta de bueyes, un arado y semillas, para asegurar su manutención y supervivencia. El proceso de adaptación no fue muy sencillo, pero se logró en un plazo relativamente corto transformar esta comunidad en un grupo productivo y económicamente pujante, que se autoabastecía y comercializaba los excedentes de producción con sus vecinos o en los diferentes mercados de Asunción.

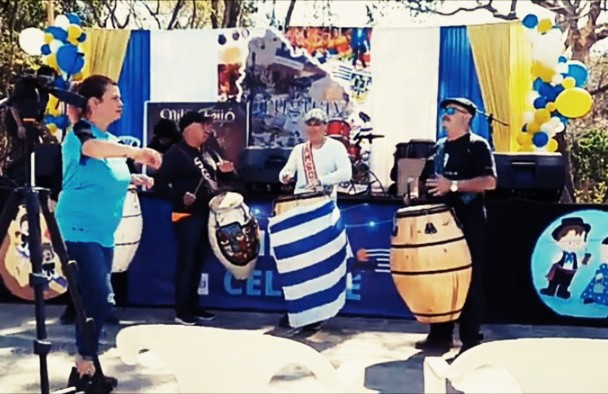
Una uruguaya se mueve al ritmo del candombre en la Expo Uruguay 2023.

## Consejo Consultivo "José Gervasio Artigas" Paraguay
El Consejo Consultivo Paraguay es la institución que reúne a todos los uruguayos y uruguayas que residen en ese país.
Este consejo forma parte del llamado "Departamento 20" de Uruguay, creado por el presidente Tabaré Vázquez y que, a la fecha, incluye ciudadanos de 47 países.
Una de las actividades que realiza el Consejo son conferencias virtuales con los otros uruguayos del mundo una vez por mes, a fin de abogar por el voto en el exterior. Uruguay es el único país de Sudamérica en el que sus ciudadanos que viven en el exterior no pueden votar.
Otra de las iniciativas del Consejo Consultivo Paraguay es la instalación de un albergue en el que se pueda brindar refugio a los uruguayos que lo necesiten.

## EscuelaSolar de Artigas
Como legado de la hermandad que unen al Paraguay y Uruguay, funciona en Asunción, desde el año 1924, la escuela Solar de Artigas.
Enclavada en un recodo del Jardín Botánico, fue el lugar donde el general Gervasio Artigas, impulsor de la independencia uruguaya, pasó los últimos años de su vida en situación de exilio.
En el lugar rodeado de exuberante vegetación se conserva un árbol de más de cien años, conocido como "el árbol de Artigas".
El Poder Ejecutivo del Uruguay promulgó, en julio de 1918, la ley de la creación de la escuela Solar de Artigas, que abrió sus puertas el 28 de abril de 1924, con la asistencia de 44 varones,  24 niñas y tres docentes para el 4.º,  5.º y 6.º grados.
La escuela desarrolla el programa de estudios uruguayo que este año, al igual que en Paraguay, es nuevo, y se mecha con lecciones de historia del Paraguay y la enseñanza del guaraní.

## La Plaza Uruguaya

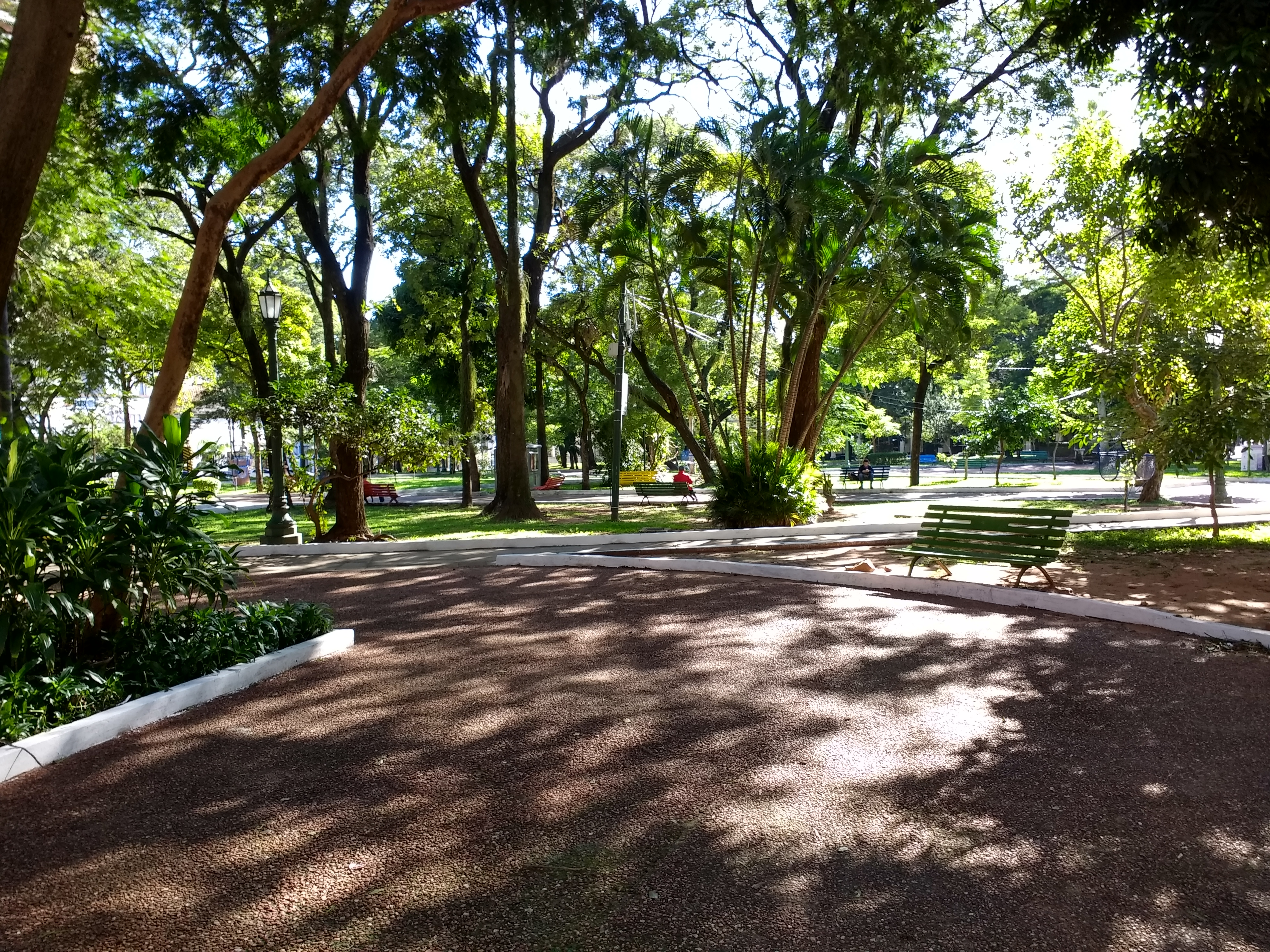
La Plaza Uruguaya

Una de las zonas verdes más emblemáticas de la ciudad, incluso del país, es la conocida como la Plaza Uruguaya, situada en pleno centro histórico de Asunción.
El sitio donde actualmente se encuentra la plaza fue el lugar donde la orden Franciscana contaba con un rancherío de esclavos y corral de bestias. Durante el gobierno de Gaspar Rodríguez de Francia el sitio fue convertido en cuartel del ejército y luego de la Guerra Grande, en 1873, se vendió el terreno. La parte correspondiente a la actual plaza, que era un gran arenal donde incluso se efectuaron fusilamientos, era conocida popularmente como Plaza San Francisco.

### Cambio de nombre
El Uruguay fue el primer país aliado en devolver los objetos que sus fuerzas militares llevaron del Paraguay durante la guerra. En 1885 el presidente oriental Máximo Santos presentó a su Congreso un proyecto de ley de condonación de deuda y de devolución de trofeos que fue aprobado por aclamación.
Se conformó una delegación encabezada por el ministro de Guerra, general Máximo Tajes, e integrada por una banda de músicos y militares. La comitiva se trasladó al Paraguay a través del río y fue presentando honores en distintos lugares como Humaitá y Pilar, echando anclas en la bahía de Asunción el 31 de mayo de 1885 a las 7 de la mañana bajo una salva de 21 cañonazos.
Multitudinarias actividades cívicas se llevaron a cabo durante los días que la delegación estuvo en el país. El presidente Santos fue declarado general honorario del Ejército nacional y ciudadano paraguayo, al igual que los otros integrantes de la delegación.
Como un acto de gratitud al gesto del gobierno uruguayo, la antigua Plaza San Francisco pasó a denominarse Plaza República del Uruguay, aunque popularmente sea más conocida como Plaza Uruguaya.

## Personas destacadas
- Ever Hugo Almeida: exfutbolista y director técnico.
- Isabel de Anda: artista plástica
- Rodolfo Angenscheidt El Chapori: chef y conductor del espacio televisivo Ricos y Sabrosos.
- Pablo Aurrecochea: futbolista.
- Natalia Cabarcos: conductora de radio y tv.
- Graciela Cánepa: actriz y presentadora de tv.
- Luis Cavedagni: compositor, orquestador y cantante de ópera.
- Diego Ciz: futbolista.
- Luis Cubilla: exfutbolista y director técnico.
- Luis Cupla: futbolista.
- Miguel Escoz: actor y conductor de tv.
- Arturo Fleitas: actor de teatro y televisión.
- Agustín Genovese: productor y conductor de televisión.
- Alicia Guerra: actriz de teatro y televisión.[13]
- Gustavo Ilutovich: actor y director de teatro.
- Laura Martino: exmodelo y empresaria.
- Sergio Orteman: exfutbolista y director técnico.
- Marcelo Palau: futbolista.[14]
- Néstor Povigna: empresario y conductor de tv.
- Hernán Rodrigo López: futbolista.
- Pablo Rodríguez: locutor y conductor de tv.
- Eduardo Rivera: director técnico de fútbol.
- Daniel Sandi El Uru: chef y presentador de tv.
- Héctor Silva: actor de teatro, televisión y cine.
- Javier Sosa Briganti: periodista deportivo.
- Gerardo Traveso: exfutbolista.

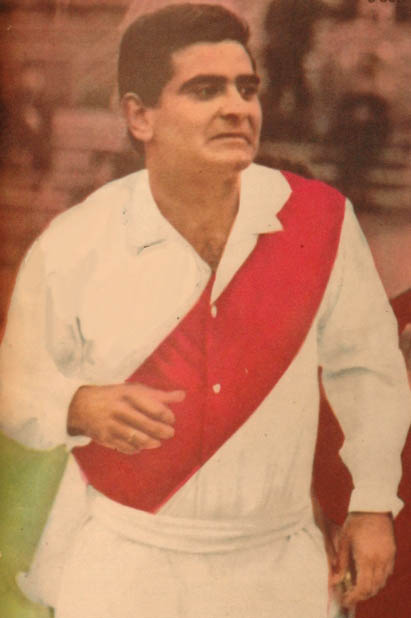
Luis Cubilla (1940-2013)
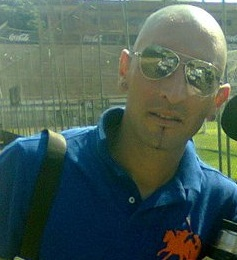
Sergio Orteman (1978)
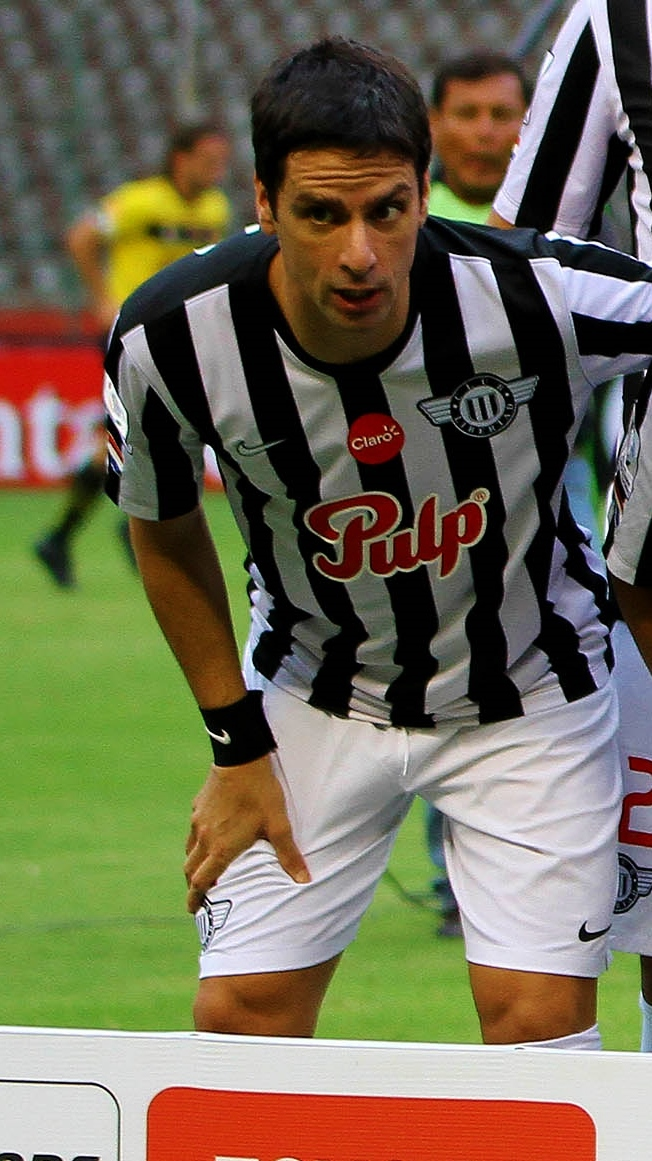
Hernán Rodrigo López (1978)